# كول شنايدر
كول شنايدر (بالإنجليزية: Cole Schneider)‏ هو لاعب هوكي الجليد أمريكي، ولد في 26 أغسطس 1990 في ويليامسفيل في الولايات المتحدة.

## وصلات خارجية
- كول شنايدر على موقع دوري الهوكي الوطني (الإنجليزية)
- كول شنايدر على موقع EliteProspects.com (الإنجليزية)
- كول شنايدر على موقع HockeyDB.com (الإنجليزية)
- كول شنايدر على موقع Hockey-Reference.com (الإنجليزية)